# Manuel Ramírez (jugador de béisbol venezolano)
Manuel Jesús Ramírez Noguera (7 de septiembre de 1982) es un jugador de béisbol venezolano que ha jugado para la Selección de béisbol de Venezuela y profesionalmente en el sistema de ligas menores del Milwaukee Brewers.

## Selección de béisbol de Venezuela
Ramírez fue un miembro del equipo que ganó la medalla de bronce en los XX Juegos Centroamericanos y del Caribe. Él también jugó para Venezuela en los Juegos Panamericanos del 2007, la Copa Mundial de Béisbol de 2007 y la Copa América de Béisbol 2008.

## Carrera profesional
Manuel jugó en el sistema de ligas menores del Milwaukee Brewers de 2001 a 2004 para el AZL Brewers (2001), Inconformistas de Desierto Alto (2002), Helena Brewers (2003) y Beloit Snappers (2004). En general, bateó .280 con 24 jonrones y 139 carreras impulsadas en 257 juegos.

## Vida personal
Nació en Acarigua, Venezuela.